# György Bródy
Pour les articles homonymes, voir Bródy.
György Bródy (né le 21 juillet 1908 à Budapest, mort le 5 août 1967 à Johannesbourg, en Afrique du Sud) est un joueur de water-polo hongrois, gardien de but, double champion olympique en 1932 et 1936. Il est de confession juive et a notamment été un des rares athlètes juifs à remporter une médaille d'or lorsque les jeux olympiques se sont tenus en 1936 à Berlin, alors que le régime nazi était instauré en Allemagne depuis 1933.

## Biographie
Bródy a été membre en 1928 de l'équipe nationale hongroise de water-polo. Il a joué avec cette équipe 74 fois durant sa carrière. Il gagne avec son équipe les championnats d'Europe en 1931 et 1934.
En 1956, parce que la Révolution hongroise échoue, il émigre en Afrique du Sud.
Bródy a entrainé l'équipe national hongroise pour les jeux de Londres. En 1960, il entraine l'équipe national d'Afrique du Sud pour les jeux de Rome.
Il meurt d'un arrêt cardiaque pendant un match de football.
- CIO
- Comité olympique hongrois
- Olympedia